# 狗狗衝衝衝 (電視節目)
《狗狗衝衝衝》（英語：Go, Dog. Go!）是一部美國加拿大學前電腦動畫網路電視影集，改編自1961年P·D·伊士曼所編寫同名的兒童圖書。第一次在2021年1月26日播出。这部动画片由亚当·佩尔兹曼为Netflix创造。
第二季的9集于2021年12月7日全部放出。第三季的8集于2022年9月19日全部放出。第四季的14集于2023年11月27日全部放出。

## 劇情
故事围绕小塔（Tag Barker）展开，这是一只友好的6歲狗，喜欢去、去、去。 她说话快，开车快，想尽快结交新朋友。 她是一个喜欢修理摩托车和发明新装置的修补匠。 小塔和她的家人——媽（Ma）、爸（Paw）、阿嬤（Grandma）、阿公（Grandpaw）和她的兄弟姐妹住在汪来镇镇。 她最好的朋友斯库奇·波奇住在隔壁，两人骑着泰格的摩托车和边车在汪来镇冒险。有总是炫耀一顶新帽子的帽子小姐（Lady Lydia），住在沙井里并突然出现用汪来镇（Pawston）口音说话的地下狗（Manhole Dog），以及通过歌曲叙述一切的无伴奏合唱团汪卡贝拉（The Barkapellas）。小塔和史古奇（Scooch）试图解决问题，比如处理交通堵塞去参加狗聚会或帮助新的邮递员运送邮件。 在此过程中，小塔了解到有时慢下来并保持耐心会更好。

## 地點
- 汪来镇（Pawston）

一个生活着许多狗的城市。

## 角色

### 小塔的家族
- 小塔（Tag Barker，配音：米凯拉·卢奇（加拿大）；麥茜·马什（英国）；林真亦（台灣））

動畫的主人翁。一隻6歲的橙色雌性狗。她是小茄子，小博士，小龜毛和嫣普的姊姊。她有软盘耳，一个米色腹和一个褐色鼻。她戴着一面带有旗幟标签的一个紫色項圈。
- 媽（Ma Barker，配音：凱蒂·格瑞芬（加拿大）；佩特拉·勒唐（英国）；楊凱凱（台灣））

一隻薰衣草色雌性狗。她是小塔，小茄子，小博士，小龜毛和嫣普的媽媽。她有软盘耳和一个粉红色腹。她戴着一顶藍綠色飛行員帽和一条藍綠色披巾。
- 爸（Paw Barker，配音：马丁·罗奇（加拿大）；裘德·奥乌苏（英国）；黃天佑（台灣））

一隻褐色雄性狗。他是小塔，小茄子，小博士，小龜毛和嫣普的爸爸。他有黑色雀斑，软盘耳和一个米色腹。他戴着一顶红色帽，黑色眼鏡和一条綠色披巾。他喜欢音乐和舞蹈。
- 小茄子（Cheddar Biscuit，配音：塔吉·伊森（加拿大）；漢娜·哈奇（英国）；穆宣名（台灣））

一隻7歲的白色波尔卡点雌性狗。她是小塔，小博士，小龜毛和嫣普的姊姊。她有粉红色，淡蓝色，黄色和紫色斑点，紫色软盘耳，一个紫色鼻和紫色眉毛。她戴着一朵带有白色花的一个粉红色，黄色和藍色條紋領結。
- 小博士（Spike Barker，配音：里昂·史密斯（加拿大）；蔣鐵城（台灣））

一隻红色雄性狗。他是小塔，小茄子，小龜毛和嫣普的兄弟。他有一个米色口鼻部，软盘耳和一个米色腹。他戴着一个带有金牌的一个藍綠色絲帶。他非常运动和喜欢体育运动。
- 小龜毛（Gilber Barker，配音：里昂·史密斯（加拿大）；詹姆斯·卡特梅尔（英国[7][8]）；江志倫（台灣））

一隻黄色雄性狗。他是小塔，小茄子，小博士和嫣普的兄弟。他有软盘耳和一个米色腹。他戴着一条藍色领带。
- 阿嬤（Grandma Marge Barker，配音：朱迪·马尚克（加拿大）；维多利亚·斯特拉坎（英国）；鄭仁麗（台灣））

一隻紫色雌性狗。她是小塔，小茄子，小博士，小龜毛和嫣普的外婆。她戴着一条珍珠项链和紫色眼鏡。
- 阿公（Grandpaw Mort Barker，配音：帕特里克·麦肯纳（加拿大）；勞里·傑米森（英国）；陳宗岳（台灣））

一隻米色雄性狗。他是小塔，小茄子，小博士，小龜毛和嫣普的外公。他有褐色软盘耳，一个白色腹和一个米色尾提示。他戴着一顶綠色帽和一块带有金色怀表标签的一个褐色項圈。
- 嫣普（Yip Barker）

一隻紫色雄性小狗。他是小塔，小茄子，小博士和小龜毛的弟弟。他有软盘耳和一个带有網球的一个黄色奶嘴。他戴着一个带有骨骼标签的一个項圈。他喜欢奏網球。

### 史古奇的家庭
- 史古奇（Scooch Pooch，配音：卡勒姆·肖尼克（加拿大）；托比·富尔曼（英国）；李少甫（台灣））

一隻6歲的小藍色雄性㹴犬。他是小塔的最好的朋友和邻居。他有淡蓝色肉垫，一个淡蓝色口鼻部，一个白色腹，一个淡蓝色臉，淡蓝色尖耳和一个淡蓝色尾提示。他戴着一条红色头巾。他喜欢鸡。在“队长争夺战”集，他跟随你小紫色直升機。
- 波奇警官（Sgt Pooch，配音：琳达·巴兰坦（加拿大）；錢欣郁（台灣））

一隻藍色雌性㹴犬。她是史古奇的媽媽。

### 其他狗
- 帽子小姐（Lady Lydia，配音：琳达·巴兰坦（加拿大）；雷碧文（台灣））

一隻粉红色雌性贵宾犬。她有一件蓬松紧身胸衣，蓬松腕，蓬松踝和一个蓬松尾提示。她戴着很多帽。
- 傑洛（Gerald，配音：帕特里克·麦肯纳（加拿大）；孟慶府（台灣））

一隻藍綠色雄性狗。他是汪来镇的郵遞員。他有尖耳和一个白色腹。他戴着一顶藍色帽和一张带有邮票标签的一頂藍色，白色和紅色條紋項圈。
- 魔術師莫非（Muttfield，配音：帕特里克·麦肯纳（加拿大）；康殿宏（台灣））

一隻紫色雄性狗。他是汪来镇的魔術師。他有紫色软盘耳和一个白色腹。他戴着一条带有红色条纹的一顶黑色大禮帽和一个红色領結。
- 地下狗（Manhole Dog，配音：帕特里克·麦肯纳（加拿大）；江志倫（台灣））

一隻米色雄性狗。他有一个褐色鼻和软盘耳。他戴着一个带有窨井标签的一个藍色項圈。他还是戴着一个黑色面具和一條黑色腰帶的神秘“摇尾大师”（Master Wag）。
- 史妮芬頓市長（Mayor Sniffington，配音：琳达·巴兰坦（加拿大）；劉如蘋（台灣））

一隻紫色雌性狗。她是汪来镇的市长。她有软盘耳。她戴着一条珍珠项链。
- 山姆特快車（Sam Whippet，配音：约书亚·格雷厄姆（加拿大）；黃天佑（台灣））

一隻藍色雄性格雷伊獵犬。他有白色尖耳，一个白色腹，白色肘，白色肉垫，一个白色口鼻部，一个尖鼻和带有藍色提示和白色根的一個髭。他戴着一个带有金色标签的一个红色項圈。
- 飛奇（Fetcher，配音：德文·麦克（加拿大）；李世揚（台灣））

一隻藍綠色雄性狗。他有一个白色腹，软盘耳和带有白色根的一个馬尾。他戴着一个带有白色貝殼标签的一个橙色項圈和一条橙色髮圈。他住在岛上。
- 科科（Frank，配音：大衛·伯尼（加拿大）；亚当·迪格爾（英国）；馬伯強（台灣））

一隻黄色雄性狗。他有一个尖鼻和软盘耳。他戴着眼鏡和一个带有熱狗标签的一个綠色項圈。
- 豆豆（Beans，配音：阿南德·拉贾拉姆（加拿大）；舒巴姆·薩拉夫（英国）；陳彥鈞（台灣））

一隻大綠色雄性英國古代牧羊犬。他戴着一个带有红色果冻豆标签的一个褐色項圈。
- 凱莉柯基（Kelly Korgi，配音：斯泰西·凯（加拿大）；劉郁如（台灣））

一隻桃色雌性狗。她有尖耳。她戴着一个带有麦克风标签的一个紫色項圈。
- 李奧（Leo Howlstead，配音：约翰·斯托克（加拿大）；孫中台（台灣））

一隻灰色雄性狗。他有尖耳和一个白色鬍鬚。他戴着眼鏡，一顶红色帽和一个带有骨骼标签的一个红色項圈。他喜欢灘，划船，驾驶你的綠色汽车和跳伞。
- 汪卡贝拉（The Barkapellas，配音：保罗·巴克利、里诺·塞尔姆瑟和佐伊·德安德里亚（加拿大）；黃欣偉、劉郁如和鄭凌翔（台灣））

三只歌手狗。他们喜欢分享。
- 球神教練（Coach Chewman，配音：菲尔·威廉姆斯（加拿大）；曹冀魯（台灣））

一隻红色雄性狗。他有一个米色腹和软盘耳。他戴着一顶藍綠色和白色汪來蓋厲帽，一个藍綠色項圈和一声带有銀色狗哨的一个藍色絲帶。他喜欢日光浴和看杂志。
- 球員4號（Gabe Roof，配音：菲尔·威廉姆斯（加拿大）；蔣鐵城（台灣））

一隻黄色雄性狗。他有软盘耳。他戴着一顶藍綠色和白色汪來蓋厲帽和护肘。他喜欢游泳。
- 球員00號（Waggs Martinez，配音：琳达·巴兰坦（加拿大）；錢欣郁（台灣））

一隻紫色雌性狗。她有软盘耳。她戴着一顶藍綠色和白色汪來蓋厲帽和护肘。
- 球員21號（Flip Chasely，配音：阿南德·拉贾拉姆（加拿大）；馬伯強（台灣））

一隻褐色雄性狗。他有软盘耳。他戴着一顶藍綠色和白色汪來蓋厲帽和护肘。他喜欢匿。
- 球員23號（Catch Morely，配音：朱莉·勒米厄（加拿大）；楊凱凱（台灣））

一隻藍色雌性狗。她有软盘耳。她戴着一顶藍綠色和白色汪來蓋厲帽和护肘。她喜欢追求鸟。
- 球員99號（Donny Slippers，配音：杰米·沃森（加拿大）；胡鎮璽（台灣））

一隻红褐色雄性狗。他有尖耳。他戴着一顶藍綠色和白色汪來蓋厲帽和护肘。他喜欢追求球，歌唱和是汪卡贝拉的朋友。
- 女服務生（Wagnes，配音：朱迪·马尚克（加拿大）；錢欣郁（台灣））

一隻藍色雌性狗。她有软盘耳。她戴着一个带有红色帶的一个白色脖子項圈和一个白色围裙。她在大碗公餐馆（Big Bowl Diner）工作。
- 辣豆（Chili，配音：阿南德·拉贾拉姆（加拿大）；蔣鐵城（台灣））

一隻大紅色雄性英國古代牧羊犬。他戴着一个带有綠色辣椒标签的一个橙色項圈。他是豆豆的表弟。
- 红彤彤（Hambonio）

一隻紅色雄性狗。他有软盘耳和一个馬尾。他戴着一个带有梳篦标签的一个白色，红色和藍色條紋項圈。他是犬美容坊（His and Furs Groomers）的美发师。
- 女教練（Beefsteak，配音：塔吉·伊森（加拿大）；楊凱凱（台灣））

一隻粉红色雌性吉娃娃。她有尖耳，一声哨子，藍色袖章，黄色腿章和一個藍色发箍。她是战斗旺旺健身房（Ruff and Tumble Gym）的鍛煉教练。
- 旋風小文（Wind Swiftly，配音：艾娃·普雷斯顿（加拿大）；陳貞伃（台灣））

一隻紫色雌性狗。她有一个白色胸，尖耳和一根白色毛发。
- 轻快阿得（Tread Lightly）

一隻藍綠色雄性狗。他有一个白色胸和软盘耳。他戴着一个橙色項圈。
- 道格（Doug）

一隻黄色雄性狗。他有尖耳。他有尖耳。他戴着一个綠色項圈。
- 聖誕姐姐（Sandra Paws，配音：迪恩·德格鲁伊特（加拿大）；汪世瑋（台灣））

一隻大藍色雌性狗。她有小尖耳，白色肉垫，一个白色口鼻部和一个白色蓬松胸。她戴着一顶红色圣诞帽和带有红色爪印和金色帶扣的一条栗色腰帶。
- 大泰山（Big Dog，配音：马修·穆奇（加拿大）；連思宇（台灣））

一隻巨人白色雄性狗。他有大和毛茸茸灰色软盘耳。他戴着一支带有狗驾驶汽车标签的一个藍色項圈。他是小珍珍的朋友。
- 小珍珍（Little Dog，配音：哈蒂·克拉坦（加拿大）；雷碧文（台灣））

一隻小紫色雌性狗。她有毛茸茸软盘耳。她戴着一个带有金色菱形的一个红色項圈。她是大泰山的朋友。
- 橡皮圈圈（Bernard Rubber，配音：约书亚·格雷厄姆（加拿大）；蔣鐵城（台灣））

一隻小藍綠色雄性狗。他有尖耳。他戴着一个红色項圈。
- 球迷小艾（Early Ed，配音：罗伯特·廷克勒（加拿大）；李世揚（台灣））

一隻綠色雄性狗。他有软盘耳。他戴着一个橙色項圈。
- 芬妮（Franny，配音：錢欣郁（台灣））

一隻褐色雌性小狗。她有软盘耳和一个白色胸。她戴着一个綠色項圈。
- 年輕媽（Franny's Mom，配音：塔吉·伊森（加拿大）；郭馨雅（台灣））

一隻綠色雌性狗。她有软盘耳。她戴着一个橙色項圈。
- 年輕爸（Franny's Dad，配音：约书亚·格雷厄姆（加拿大）；江志倫（台灣））

一隻藍色雄性狗。他有软盘耳和一个白色胸。他戴着一个橙色項圈。
- 泰莉（Taylee，配音：曼维·塔帕尔（加拿大）；陳貞伃（台灣））

一隻藍綠色雌性小狗。她有软盘耳。她戴着一个橙色項圈。
- 包子（Bowser，配音：阿南德·拉贾拉姆（加拿大）；于正昌（台灣））

一隻藍色雄性狗。他有尖耳。他戴着一个白色襯衫領子和黄色领带。
- 摄影师啃骨头（Cam Snapshot）

一隻粉红色雌性狗。她有软盘耳。她戴着一个綠色項圈。
- 小朗（Rhonda）

一隻淡蓝色雌性小狗。她有软盘耳。她戴着一朵带有白色花标签的一个白色項圈。她是嫣普的表弟。
- 杰瑞（Jerry）

一隻褐色雄性狗。他有软盘耳。他戴着一个橙色項圈。
- Onlooker Dog（配音：阿南德·拉贾拉姆（加拿大））

一隻黄色雄性狗。他有尖耳。他戴着一个綠色項圈和一顶綠色帽。
- 警衛（Brutus，配音：帕特里克·麦肯纳（加拿大）；馬伯強（台灣））

一隻藍色雄性狗。他有软盘耳和一个白色胸。他戴着一个黄色項圈和太陽眼鏡。他是凱莉柯基的保鏢。
- 熱情馬可（Marcus Worms，配音：大衛·伯尼（加拿大）；鄭凌翔（台灣））

一隻粉红色雄性狗。她有软盘耳。他戴着一顶粉红色和白色帽。
- 达洛（Darrell）

一隻藍色雄性狗。她有软盘耳。他戴着一个红色領結。
- 回收司機（Truck Driver，配音：约书亚·格雷厄姆（加拿大）；陳宗岳（台灣））

一隻綠色雄性狗。他有尖耳。他戴着一个橙色項圈。
- 大麦姐（Dale Mation）

一隻雌性大麥町。她有软盘耳。她戴着一个红色項圈和一位消防员头盔。她是汪来镇的消防員。
- 三明治狗（Sandwich Dog，配音：帕特里克·麦肯纳（加拿大）；江志倫（台灣））

一隻紫色雄性狗。他有软盘耳。

#### 小丑
- 威哥（Waggles）

一隻粉红色雄性小丑狗。他有尖耳和一个红色鼻。他戴着带有两个藍色球的一顶黄色和綠色條紋滑稽帽，一个红色和白色條紋襯衫領子和带有黄色花的一条带有綠色领带。
- 包哇哇和包包哇（Bowowzo & Wowbowzo）

两只紫色雄性小丑狗。
- 小宝哥（Boingos）

一隻藍綠色雄性小丑狗。他有软盘耳，一个红色鼻和一个白色胸。他戴着一朵带有红色花的一顶綠色，红色和黃色條紋滑稽帽。
- 瘦皮（Soppy）

一隻藍色雌性小丑狗。她有软盘耳，一个红色鼻和一个白色胸。
- 史塔哥（Struggles）

一隻淡蓝色雄性小丑狗。他有软盘耳，一个红色鼻和紫色斑点。
- 大炮三人（The Cannon Triplets）

三只黄色小丑狗。他们有软盘耳，红色鼻和粉红色和綠色斑点。他们戴着藍色條紋盔。

### 其他猫
- 小咪（Kit Whiskerton，配音：扎丽娜·罗查（加拿大）；張乃文（台灣））

一隻紫色雌性猫。她戴着一个带有羊毛球标签的一个藍色項圈。
- 湯姆（Tom Whiskerton，配音：保羅·布朗斯坦（加拿大）；吳文民（台灣））:

一隻灰色雄性猫。他戴着一个红色項圈。他是小咪的爸爸。

### 玩具
- 强哥（Cluckles）

一隻綠色玩具鸡。
- 小粉红熊（Pinkie Bear）

一隻大粉红色玩具熊。
- 爱说话浣熊（Repeaty the Raccoon）

一隻紫色玩具浣熊。

## 集數
| 季數 | 集数 | 集数 | 上線日期       | 上線日期       |
| ---- | ---- | ---- | -------------- | -------------- |
| 1    | 9    | 9    | 2021年1月26日  | 2021年1月26日  |
| 2    | 9    | 9    | 2021年12月7日  | 2021年12月7日  |
| 3    | 8    | 8    | 2022年9月19日  | 2022年9月19日  |
| 4    | 14   | 14   | 2023年11月27日 | 2023年11月27日 |

## 製作

### 音乐
卡通歌曲由保罗·巴克利作曲。

## 發行
《狗狗衝衝衝》在全世界定於2021年1月26日在Netflix上線。

### 評價
常識媒體给电视戏四星（满分五星）的评价，称之为“带着大量学龄前笑声的狗冒险”。

### 得獎獎項
- 里奥奖：最佳导演动画系列[11]。
- ACTRA奖：出色的表现－性别不合格或男性声音[12][13]。
- 加拿大電影電視學院獎：最佳动画节目或系列[14]。

## 外部連結
- 官方网站（英文）
- 在Netflix上觀看《狗狗衝衝衝》
- 互联网电影数据库（IMDb）上《狗狗衝衝衝》的资料（英文）
- 烂番茄上《狗狗衝衝衝》的資料（英文）

- 法國AlloCiné影劇資料庫上《狗狗衝衝衝 (電視節目)》的電視節目資料（法文）
- 狗狗衝衝衝 - allcinema
- 豆瓣电影上《狗狗衝衝衝》的資料 （简体中文）